# Daredevil: Yellow
Daredevil: Yellow (рус. Сорвиголова: Жёлтый; в переведённом издании Сорвиголова: Страх) — лимитированная серия комиксов, написанная Джефом Лоубом и нарисованная Тимом Сэйлом. История описывает становление Сорвиголовы с самого начала комиксов, написанных Стэном Ли. Так как комикс описывает начало, то костюм у Сорвиголовы жёлто-красный, каким он был до Daredevil #7.

## Сюжет
Повествование идёт с воспоминания Сорвиголовы о своём становлении и знакомстве со своей возлюбленной Карен Пейдж. Хронологически история идёт после смерти Карен Пейдж, но данная арка не входит в основную 616-вселенную.
В первом выпуске раскрывается как история происхождения персонажа, так и его чувство справедливости в отношении человека, убившего его отца, боксёра Джека Мёрдока, который вырастил своего сына Мэтта в районе Адская кухня, в Нью-Йорке. Джек донёс до Мэтта важность образования и отказа от насилия, в надежде, что тот вырастит лучшим человеком, чем он сам. Оттолкнув слепого от мчавшегося на него грузовика, Мэтт лишился зрения из-за попадания выпавших из машины радиоактивных веществ. Из-за облучения усилились оставшиеся чувства восприятия Мэтта, а также появилось так называемое радарное чутьё за счёт которого он мог определять форму и расположение объектов вокруг себя. Чтобы поддержать своего сына, Джек Мёрдок вернулся в бокс, представляя интересы Фиксера, известного гангстера и единственного человека, согласившегося заключить контракт с состарившимся боксёром. После отказа Джека сдаться во время одного из поединков, поскольку тот не хотел разочаровать болевшего за него Мэтта, тот был убит людьми Фиксера. Мэтт обошёл данное отцу обещание не прибегать к насилию для решения своих проблем, создав новую личность, которая может полагаться на физическую силу. Облачившись в жёлто-красный костюм, сотканный из боксёрской мантии его отца, и используя свои сверхчеловеческие способности, Мэтт бросил вызов преступности в качестве супергероя Сорвиголовы, непреднамеренно вызывая у Фиксера сердечный приступ со смертельным исходом.
Из злодеев в комиксе появляются Филин, который похитил Карен Пейдж, а также Электро, организовавший банду из угонщиков автомобилей, и хотевший продать секретные данные Фантастической четвёрки другим государствам, чтобы заработать деньги нелегальным способом.
В конце истории Мэтт вспомнил своё становление, и говорит: «Спасибо, Карен!».

## Издание в России
В России данную сюжетную арку перевело и выпустило издательство «Parallel Comics» в 2019 году. Комикс в твёрдом переплёте в суперобложке, печатался один раз, без допечаток. Бонусом к комиксу шёл постер с двухсторонним изображением Сорвиголовы и стикер.